# 伊藤洋之輔
伊藤 洋之輔（いとう ようのすけ、1945年2月10日-）は、日本の実業家。株式会社外装専科会長。

## 人物
マンション大規模修繕工事に特化した独自の工法と消費者目線に立った施工提案で「日経スペシャル ガイアの夜明け」、「ワールドビジネスサテライト」（テレビ東京）、NHK WORLD TV「Japan Biz Lab」、韓国KBS-TV「特集ドキュメンタリー」など多数のメディアに紹介される。2015年にはダイヤモンド経営者倶楽部より2014年度優秀企業賞受賞。
映画監督の伊藤大輔は叔父にあたる。

## 来歴

### 幼年期より
1945年2月10日、山口県生まれ。父親はヤスを水中で飛ばす水中鉄砲を日本で初めて開発した人物で、多くの事業を手掛けていたが、最後に着手した鉱山関係の事業で倒産したことで、山口県の叔母の家に兄妹3人で預けられ、小学2年から中学卒業までを過ごす。中学卒業後は福岡市の釣具店で住み込み店員として働く。5年間は辞めてはいけない約束になっていたが、4年が経過したころに母親に9年ぶりに再会。東京で一緒に暮らしたいと考え福岡から上京する。しかし父母との生活は思い描いていたような甘いものではなかった。このため早い独立を考えるようになる。

### 株式会社アズマ時代
父経営の防水工事の会社の見習いとして勤務。その後、父が重点的に行うようになっていた雨漏りの修理工事の見習い職人として5年を過ごし、1969年に同職にて個人創業する。11年後の1980年には35歳にして、名付け親である伊藤大輔により命名された長男の名前である「東」を冠したアズマ工業株式会社を設立。塗装・防水工事を本格的に始め、その後、日経新聞の「記事広告」がきっかけとなり受注が急増、10年で大規模修繕工事を手掛けるに至り会社を急成長させ、1992年には「株式会社アズマ」に社名変更。1995年には売上げが24億円に迫るほどとなる。特に「株式会社アズマ」時代には東京の駐日アメリカ大使館の外装工事と内部の塗装工事、大阪領事館の内装工事、福岡領事館の外装工事をアメリカから直接元請けで受注した。マンションの大規模修繕工事では管理組合から直接工事を請け負い、不要不急な工事をカットした適正な金額としたことで成長するが、業界の流れに逆らう行動であったため他業者の圧力がかかるようになる。こうした理由に重なり新規参入業者の増加や金融機関の貸し渋りなどが引き金となり、1998年自己破産を経験する。しかし、むしろ自己破産したことがその後の成長の原動力になったと伊藤自身は考えている。

### 外装専科
1998年、一人で「伊藤工業所」として再スタート。飛び込み営業で雨漏り修理とタイル洗浄などをブランコ足場用のロープを使った作業で行う。仕事が軌道に乗り始め2003年5月に千葉市で有限会社外装専科（資本金400万円）を設立。社名の由来は当時使っていたシーリング材「外壁専科」からヒントを得た。2005年に本社を東京都北区に移転するとともに株式会社外装専科（資本金1000万円）に改組。同年、「2005年日本国際博覧会（愛・地球博、愛知万博）」のイタリア館の補修工事を受注。2007年4月、本社を東京都文京区本駒込に移転。その後、元請け率99%以上でマンション管理組合に寄り添う工事の提案と、専属職人140名による直接受注、直接施工を原則に建設業界では当たり前となっている元請、下請、孫請といった高コスト構造を否定し、本来あるべき適正価格と情報公開を実践。施工工事は工事経歴書をすべて開示することなど、消費者目線での営業方針で順調に業績を伸ばした。特に足場を使わない「ブランコ足場」や「ゴンドラ工法」は同社の工事の特徴となるとともに、大きなコストダウンを実現させた。

## 略歴
- 1945年 - 2月10日、山口県に生まれる。小学2年から中学卒業までを山口県の叔母の家で過ごす[8][6]。
- 1960年 - 萩市立須佐中学校卒業後、福岡市の釣具店で住み込み店員として働く[8][6]。
- 1964年 - 上京。防水工事の会社の見習いとして勤務後、雨漏りの修理工事の見習い職人として5年を過ごす[8][6]。
- 1969年 - 雨漏りの修理工事で個人創業[8][6]。
- 1980年 - アズマ工業株式会社を設立。塗装・防水工事を本格的に行う[8][6]。
- 1992年 - 株式会社アズマに社名変更。マンション大規模修繕工事を手掛け急成長[8][6]。
- 1995年 - 売上げが24億円に迫る[7]。
- 1998年 - 株式会社アズマが倒産。個人でも自己破産する[7][8]。その後、伊藤工業所として再スタート[6][14]。
- 2003年 - 5月に千葉市で有限会社外装専科（資本金400万円）を設立[6][14]。
- 2005年 - 本社を東京都北区に移転するとともに株式会社外装専科（資本金1000万円、現在は5,000万円）に改組。「2005年日本国際博覧会（愛・地球博、愛知万博）」のイタリア館の補修工事をイタリア企業から受注[6][14]。
- 2007年 - 4月、本社を東京都文京区本駒込に移転[14]。
- 2010年 - 業界の裏側を描いた著書『まちがいだらけの大規模修繕』（2010年11月11日 ダイヤモンド社）発刊。2019年4月18日には第10版を刊行[15]。
- 2012年以降は全国展開し、2019年現在、13拠点とする[14]。
- 2019年 - 『THE21』No.417（PHP研究所）誌上で佐藤悌二郎（PHP研究所専務取締役・経営理念研究本部長）と対談を行うが、松下幸之助の『経営百話』というカセット・テープに特に感銘を受け、何度も聴き直したことなどを語る[2]。

## 著書
- 『まちがいだらけの大規模修繕』（2010年11月11日初版 -  2019年4月18日 第10版、ダイヤモンド社）[15]

### 連載
- 『週刊エコノミスト』（2018年4月号～2019年3月号）

「マンションの大規模修繕を考える」（第1回～第24回）

## 参考サイト
- 株式会社 外装専科 伊藤洋之輔｜KENJA GLOBAL(賢者グローバル)
- 日経 私の道しるべ 伊藤洋之輔 | 株式会社外装専科